# Dorcadion cingulatoides
Dorcadion cingulatoides es una especie de coleóptero de la familia de los cerambícidos.